# Western Bad Boys Zugdidi 2019
Questa voce raccoglie le informazioni riguardanti gli Western Bad Boys Zugdidi nelle competizioni ufficiali della stagione 2019.

## Campionato georgiano di football americano 2019

### Stagione regolare
| Rustavi 31 marzo 2019, ore 15:00 | Western Bad Boys Zugdidi | 14 – 30 | Sokhumi Warriors |  |

| Ganarjiis Mukhuri 14 aprile 2019 | Western Bad Boys Zugdidi | 0 – 82 | Rustavi Steelers |  |

| 24 novembre 2019 | Western Bad Boys Zugdidi | ? – ? | Sokhumi Warriors |  |

| 30 novembre 2019 | Rustavi Steelers | ? – ? | Western Bad Boys Zugdidi |  |

## Statistiche di squadra
| Competizione      | %Vittorie | In casa | In casa | In casa | In casa | In casa | In casa | In trasferta | In trasferta | In trasferta | In trasferta | In trasferta | In trasferta | Totale | Totale | Totale | Totale | Totale | Totale |
| Competizione      | %Vittorie | G       | V       | N       | P       | Pf      | Ps      | G            | V            | N            | P            | Pf           | Ps           | G      | V      | N      | P      | Pf     | Ps     |
| ----------------- | --------- | ------- | ------- | ------- | ------- | ------- | ------- | ------------ | ------------ | ------------ | ------------ | ------------ | ------------ | ------ | ------ | ------ | ------ | ------ | ------ |
| Stagione regolare | .000      | 2+?     | 0+?     | 0+?     | 2+?     | 14+?    | 112+?   | ?            | ?            | ?            | ?            | ?            | ?            | 2+?    | 0+?    | 0+?    | 2+?    | 14+?   | 112+?  |
| Totale            | .000      | 2+?     | 0+?     | 0+?     | 2+?     | 14+?    | 112+?   | ?            | ?            | ?            | ?            | ?            | ?            | 2+?    | 0+?    | 0+?    | 2+?    | 14+?   | 112+?  |